# 武吉峇劳站
武吉峇勞站是馬來亞鐵道旗下的一個火車站，位於吉蘭丹州的巴西馬武吉峇勞。該火車站位於東海岸鐵路線上，提供馬來亞鐵道城際鐵路服務。

## 服務
- 东方接驳列车 51 道北 - 立卑
- 东方接驳列车 51/52/57/60 道北–話望生
- 东方接驳列车 55/56 道北–達蓬